# Three Sides Live
Three Sides Live (с англ. — «Три стороны живьём») — третий концертный альбом британской прогрок-группы Genesis, выпущенный 4 июня 1982 года.
Был выпущен в формате двойного винилового альбома, с тремя сторонами записей с концертов 1980-81 годов в поддержку альбомов Duke и Abacab и четвёртой стороной с записями концертов 1976, 1978, 1980 годов (в американском издании — студийных записей с мини-альбома 3×3 1982 года и двух би-сайдов с альбома Duke).
Three Sides Live получил положительные отзывы критиков и имел коммерческий успех. Помимо этого, он занял вторую строчку в британском и десятую строчку в американском чартах. Параллельно с альбомом было издано одноимённое концертное видео.

## Список композиций
| №  | Название           | Дата и место записи                       | Длительность |
| -- | ------------------ | ----------------------------------------- | ------------ |
| 1. | «Turn It On Again» | Нассау Колизеум, Нью-Йорк, 29 ноября 1981 | 5:16         |
| 2. | «Dodo/Lurker»      | NEC, Бирмингем, 23 декабря 1981           | 7:19         |
| 3. | «Abacab»           | NEC, Бирмингем, 23 декабря 1981           | 8:47         |

| №  | Название               | Дата и место записи                       | Длительность |
| -- | ---------------------- | ----------------------------------------- | ------------ |
| 1. | «Behind the Lines»     | Нассау Колизеум, Нью-Йорк, 29 ноября 1981 | 5:26         |
| 2. | «Duchess»              | Нассау Колизеум, Нью-Йорк, 29 ноября 1981 | 6:43         |
| 3. | «Me & Sarah Jane»      | Нассау Колизеум, Нью-Йорк, 29 ноября 1981 | 5:59         |
| 4. | «Follow You Follow Me» | Театр Лицеум, Лондон, 6 мая 1980          | 4:58         |

| №  | Название                                                             | Дата и место записи                   | Длительность |
| -- | -------------------------------------------------------------------- | ------------------------------------- | ------------ |
| 1. | «Misunderstanding»                                                   | Театр Савой, Нью-Йорк, 28 ноября 1981 | 4:06         |
| 2. | «In the Cage Medley» - «In the Cage» - «The Cinema Show» slipperman» | NEC, Бирмингем, 23 декабря 1981       | 11:53        |
| 3. | «Afterglow»                                                          | NEC, Бирмингем, 23 декабря 1981       | 5:14         |

| №                   | Название                   | Дата и место записи                 | Длительность |
| ------------------- | -------------------------- | ----------------------------------- | ------------ |
| 1.                  | «One for the Vine»         | Друри-Лейн, Лондон, 5 мая 1980      | 11:04        |
| 2.                  | «Fountain of Salmacis»     | 1978                                | 8:37         |
| 3.                  | «it./Watcher of the Skies» | Apollo Theatre, Глазго, 8 июля 1976 | 7:03         |
| Общая длительность: | Общая длительность:        | Общая длительность:                 | 1:35:31      |

| №  | Название             | Длительность |
| -- | -------------------- | ------------ |
| 1. | «Paperlate»          | 3:20         |
| 2. | «You Might Recall»   | 5:31         |
| 3. | «Me and Virgil»      | 6:20         |
| 4. | «Evidence of Autumn» | 4:57         |
| 5. | «Open Door»          | 4:06         |

## Участники записи
Genesis:
- Фил Коллинз — вокал, ударные, перкуссия, драм-машина
- Тони Бэнкс — клавишные, бэк-вокал
- Майк Резерфорд — гитара, бас-гитара, бэк-вокал

Приглашённые музыканты:
- Дэрил Стюрмер[англ.] — гитара, бас-гитара
- Честер Томпсон[англ.] — ударные, перкуссия
- Билл Бруфорд — ударные (в «it.»/«Watcher of the Skies»)

## Концертный фильм
Three Sides Live — концертный фильм британской рок-группы Genesis, записанный в 28 и 29 ноября 1981 года в Театре Савой и Нассау Колизеум, Лондон, Великобритания.

### Список композиций
1. «Behind the Lines»
2. «Duchess»
3. «Misunderstanding»
4. «Dodo/Lurker»
5. «Abacab»
6. «No Reply at All»
7. «Who Dunnit?»
8. «In the Cage Medley» («In the Cage» / «The Cinema Show» / «The Colony of Slippermen»)
9. «Afterglow»
10. «Me and Sarah Jane» (фрагмент)
11. «Man on the Corner» (фрагмент)
12. «Turn It on Again»

#### Дополнительные материалы
5.1-аудио (DVD / Blu-ray)
- «Behind the Lines»
- «Duchess»
- «Me and Sarah Jane»
- «Man on the Corner»
- «One for the Vine»
- «Fountain of Salmacis»
- «Follow You, Follow Me»